# Zuid-Duits voetbalkampioenschap 1922/23
In 1922/23 werd het 23ste voetbalkampioenschap gespeeld dat georganiseerd werd door de Zuid-Duitse voetbalbond. SpVgg Fürth werd kampioen en plaatste zich voor de eindronde om de Duitse landstitel. De club versloeg Vereinigte Breslauer Sportfreunde en verloor in de halve finale van SC Union 06 Oberschöneweide.

## Eindronde
| Plaats | Club                     | Wed. | W | G | V | Saldo | Ptn |
| ------ | ------------------------ | ---- | - | - | - | ----- | --- |
| 1.     | SpVgg Fürth              | 4    | 3 | 1 | 0 | 16:0  | 7:1 |
| 2.     | FC Phönix Ludwigshafen   | 4    | 2 | 0 | 2 | 6:6   | 4:4 |
| 3.     | VfB Borussia Neunkirchen | 4    | 2 | 0 | 2 | 5:11  | 4:4 |
| 4.     | 1. FC Pforzheim          | 4    | 1 | 1 | 2 | 7:7   | 3:5 |
| 5.     | FSV Frankfurt            | 4    | 1 | 0 | 3 | 5:15  | 2:6 |

|  | Kampioen, geplaatst voor nationale eindronde |